# Hyles tithymali
Hyles tithymali là một loài bướm đêm thuộc họ Sphingidae. Nó được tìm thấy ở Bắc Phi, quần đảo Canaria, Madeira, some islands in Địa Trung Hải và in the mountains in Jemen.

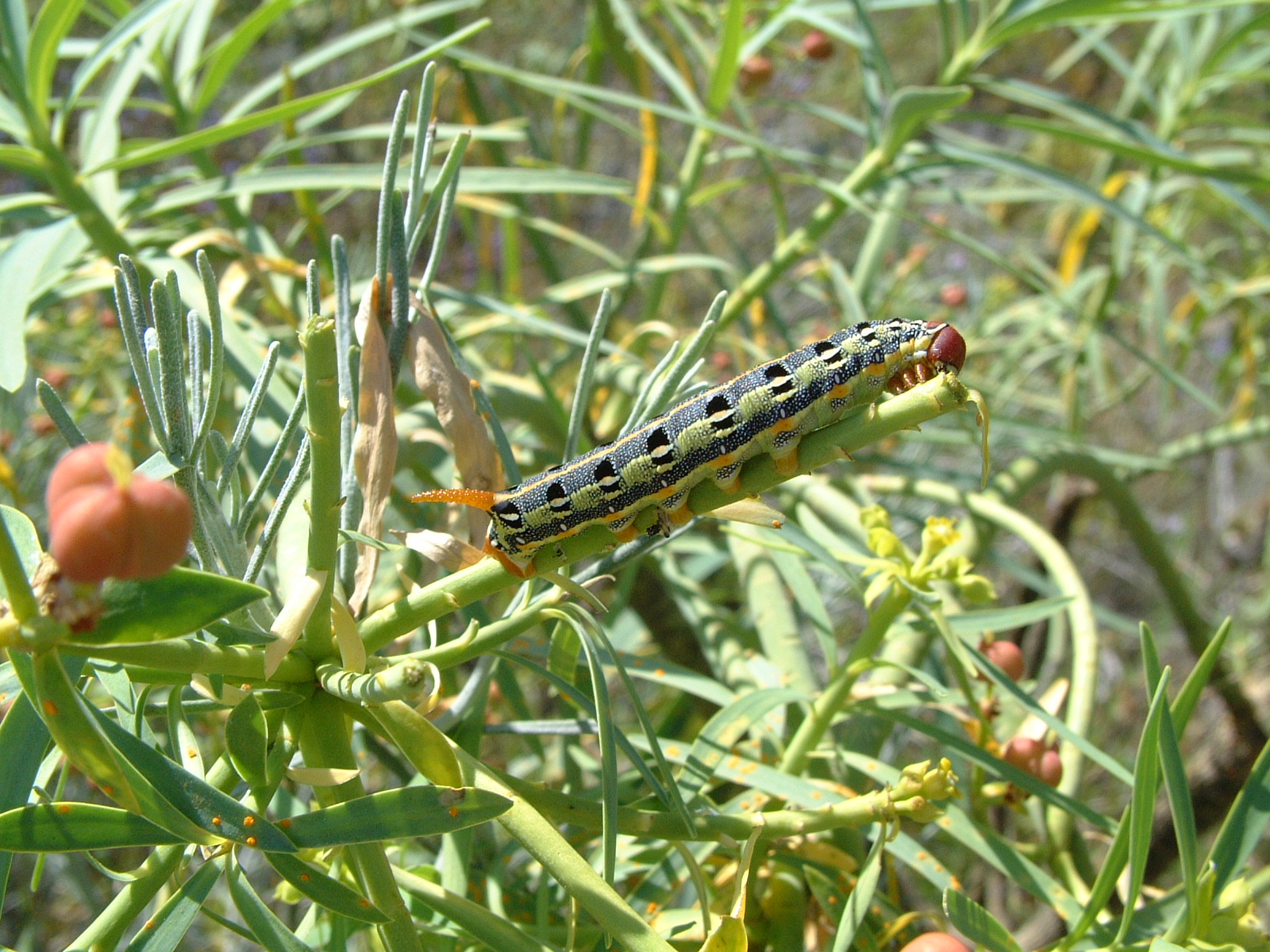
Caterpillar

Chiều dài cánh trước là 45–85 mm.
Ấu trùng ăn Euphorbia.

## Phụ loài
The following subspecies are recognised:

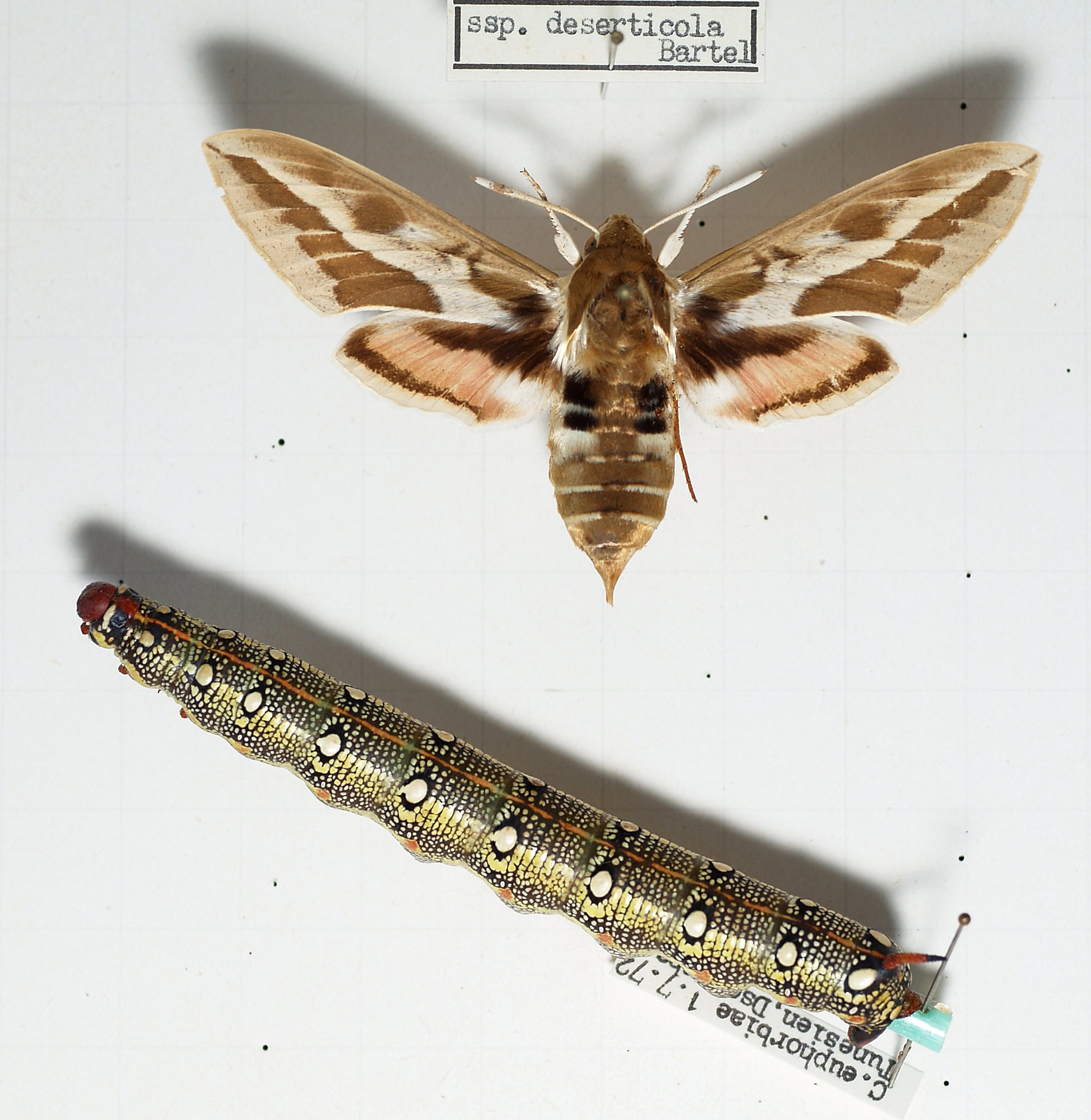
H. t. tithymali (Boisduval, 1834)
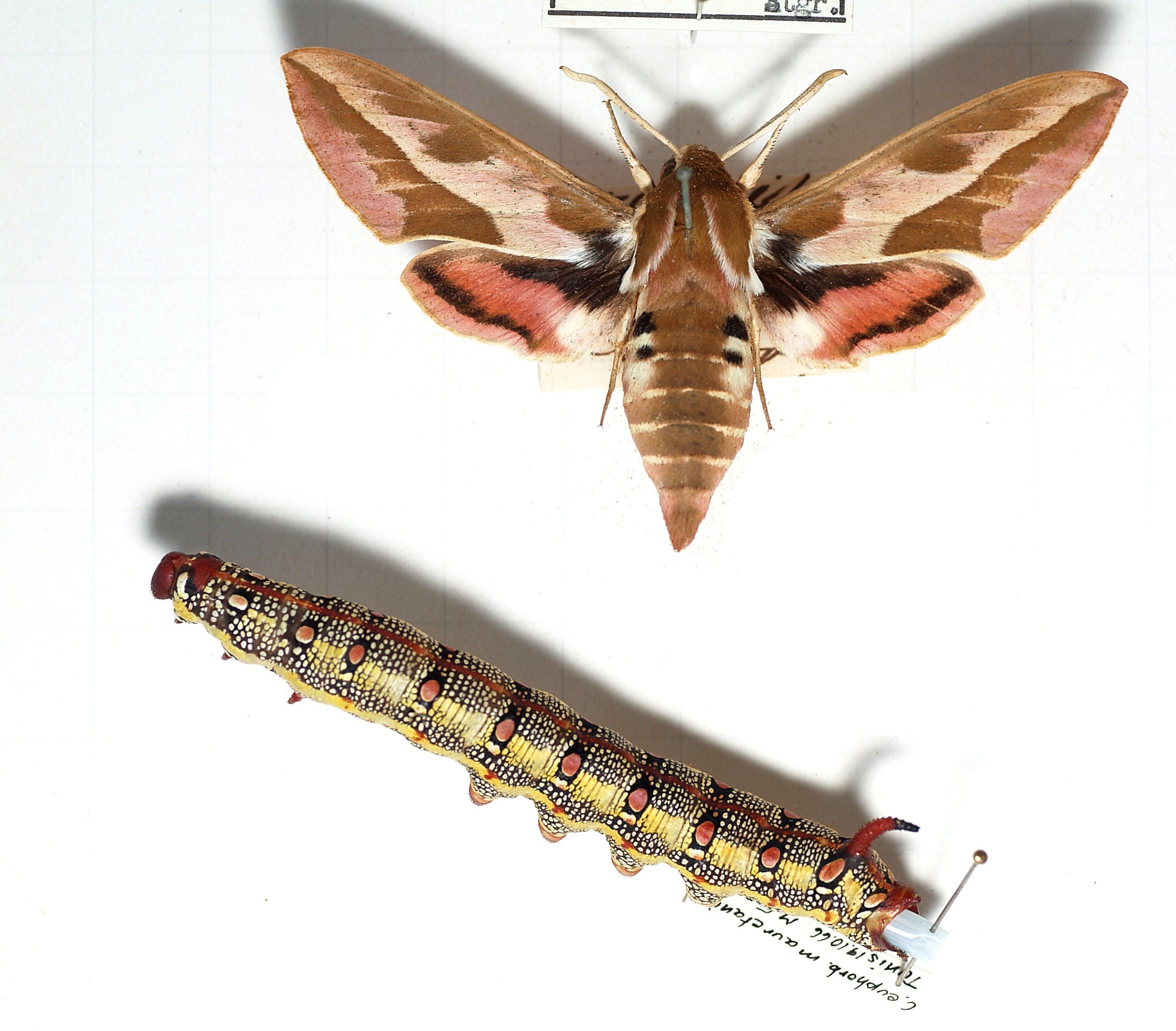
H. t. mauretanica (Staudinger, 1871)
- H. t. deserticola (Staudinger, 1901)
- H. t. gecki (de Freina, 1991)
- H. t. phaelipae (Gil-T. & Gil-Uceda, 2007)
- H. t. himyarensis (Meerman, 1988)
- H. t. cretica (Eitschberger, Danner & Surholt, 1998)
- H. t. sammuti (Eitschberger, Danner & Surholt, 1998)

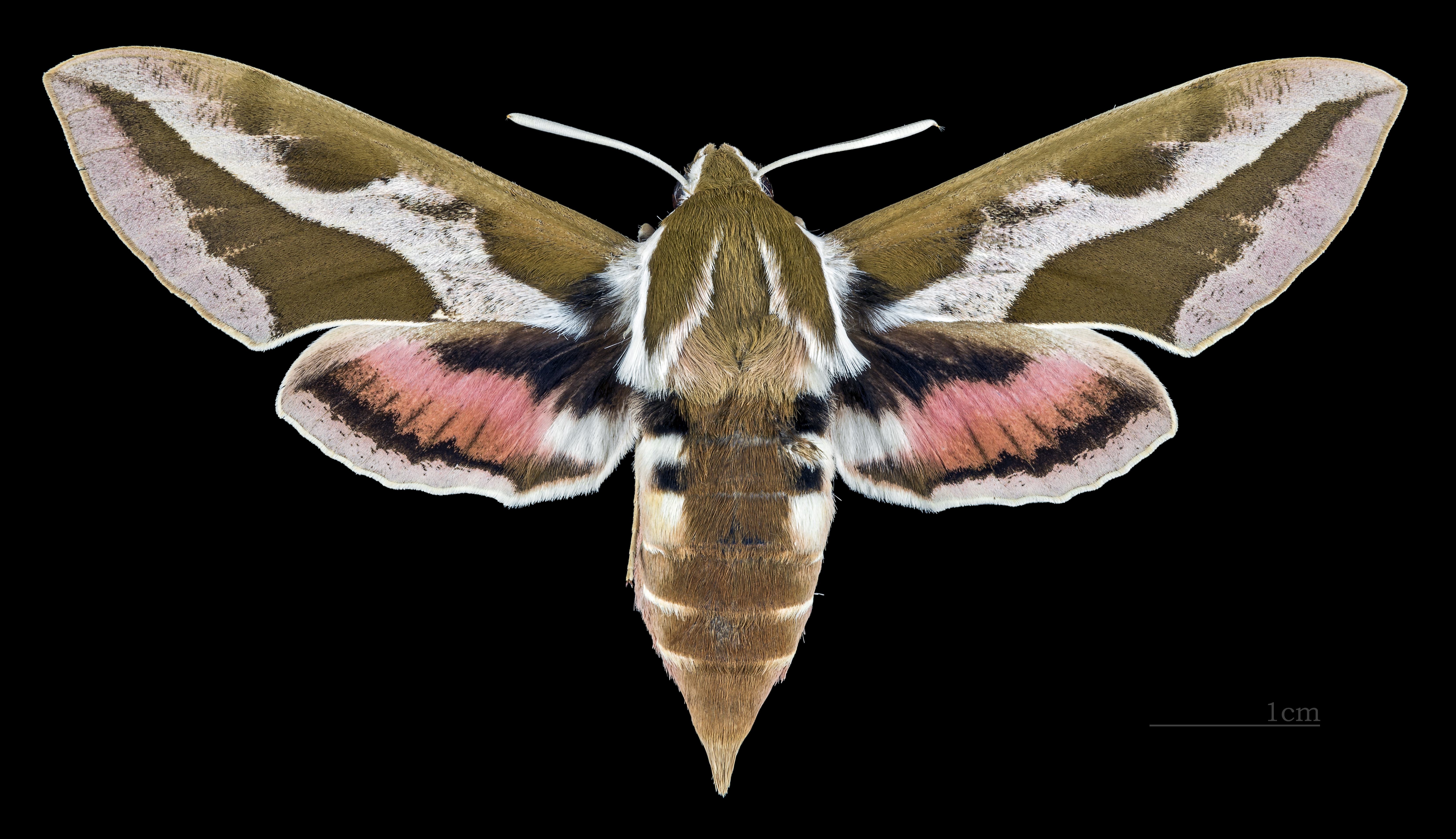
Hyles tithymali mauretanica - ♀
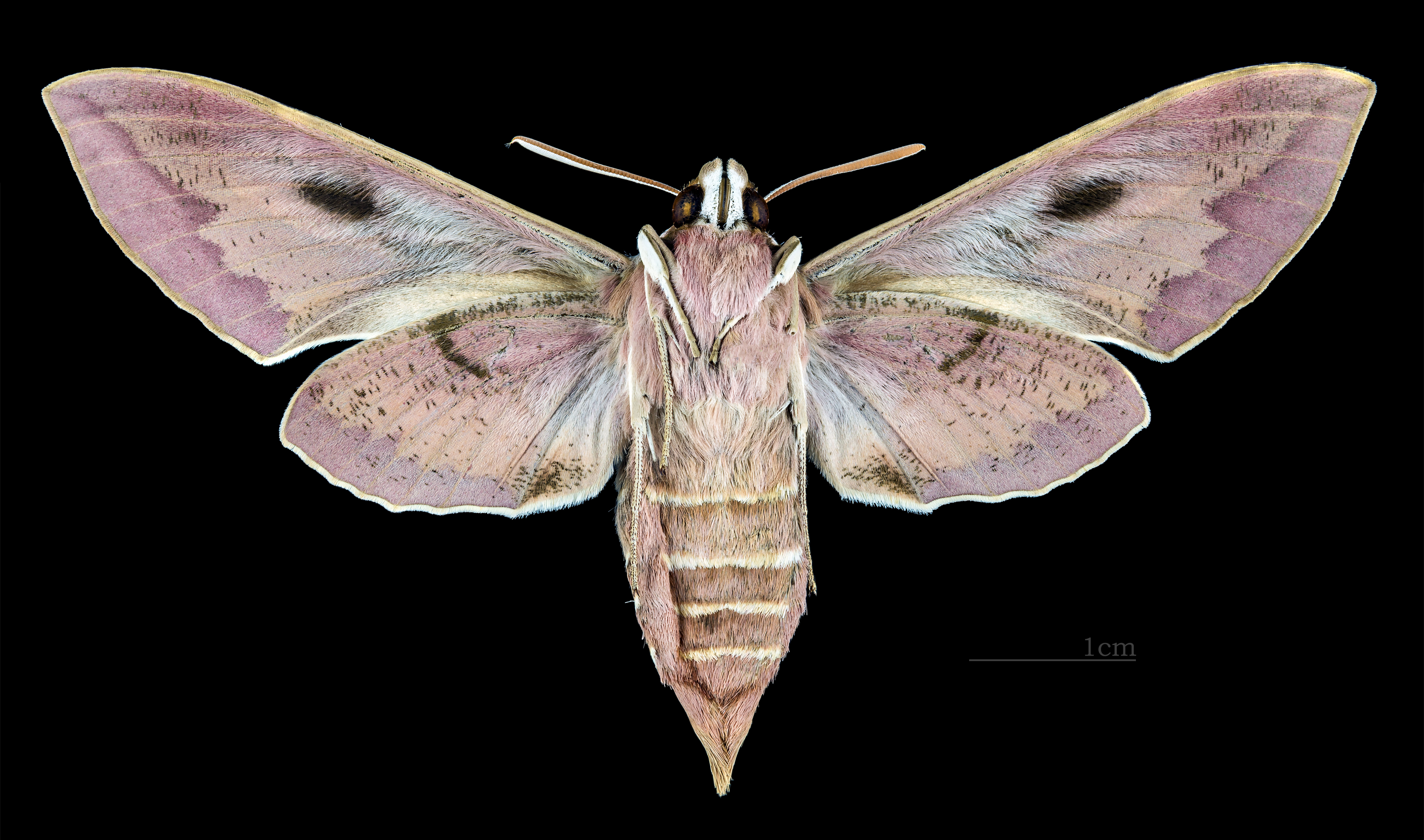
Hyles tithymali mauretanica - ♀ △